# Killing Time (игра)
Killing Time — шутер от первого лица с темами хоррора, созданный в открытом игровом мире с применением технологии Full Motion Video; разработан компанией Studio 3DO в 1995 году. Был эксклюзивом для платформы Panasonic 3DO, был позже переделан для ПК под управлением системы Windows 95 компанией Intrepid Software и для компьютеров Macintosh, после того, как приставка Panasonic 3DO перестала поддерживаться.

## История
Оригинальный релиз игры вышел на красном диске и содержал баги, особенно на уровне Клоуна, где экран становился пиксельным и мешал играть.
Издатель предложил игрокам присылать им красные диски в обмен на чёрные с исправленной версией игры. Однако, чёрные диски были редкостью.
Также существовал способ исправить проблему с помощью диска 3DO Game Guru, который позволял загрузить сейв-файл и устранить глюк.

## Сюжет
В Killing Time, главный персонаж — студент-египтолог, раскрывает тайну исчезнувшего египетского артефакта — старинных «Водяных часов Тота». Они были обнаружены профессором египтологии Доктором Харгроувом. Артефакт исчез вскоре после посещения экспедиции спонсором — Тэсс Конвэй.
Тэсс — богатая наследница, живущая на острове Матиникус вместе со своими друзьями. Ищет возможность получить вечную жизнь с помощью «Водяных часов».
В 1932 в день летнего солнцестояния, Тэсс, при попытке использовать «часы Тота» исчезла вместе со всеми своими друзьями.
Цель игрока — найти и уничтожить «Водяные часы», и раскрыть все секреты поместья. При прохождении игрок узнаёт, что для достижения своей цели Тэсс использовала множество людей, которых превращала в нежить, привидений и демонов.

## Геймплей
Геймплей игры представляет собой классический шутер от первого лица с использованием различного оружия: лом, дробовик, автомат Томпсона, коктейли Молотова, огнемёт, а также Магический Анкх, который может уничтожать множество врагов за один раз. Для прохождения игры необходимо собрать особые вазы, каждая из которых содержит символическую часть души Тэсс Конвэй.
В игре нет мультиплеера.
Механика игры предполагает, что в отдельные моменты игрок будет стрейфиться, пригибаться или прыгать.